# Rozpor
Rozpor is een Slowaakse punkband afkomstig uit Bratislava die is opgericht in 1999. De stijl van de band neigt naar hardcore punk en wordt beïnvloed door oi!-muziek. Rozpor staat bekend voor diens uitgesproken antifascistische houding en focus op DIY, die tot uiting komen in de teksten van de band. Rozpor heeft tot op heden zes studioalbums en een splitalbum uitgegeven, allen onder eigen beheer.

## Geschiedenis
Rozpor werd door de leden opgericht als een reactie op de Slowaakse punkbeweging, die in hun ogen qua ideologie te veel gericht was op zaken die niet van directe invloed op hen waren. De band begon met optreden in mei 1999. Ditzelfde jaar nog gaf Rozpor het debuutalbum Nezabudneme! uit op cassette, wat in 2001 opnieuw werd uitgegeven op cd. Het tweede album van de band, Ilegálna Spravodlivosť (2002), bracht de band meer bekendheid in de Slowaakse punkbeweging. De uitgave van dit album werd gevolgd door tournees door Slowakije en Tsjechië. Hierna volgde meer albums, die allemaal onder eigen beheer werden uitgebracht.

## Leden
- Fabko - zang (2015-heden), drums (2011)
- Zorro - drums (2013-heden)
- Datra - gitaar, achtergrondzang (1999-heden)
- Bedla - basgitaar, achtergrondzang (2015-heden)

## Discografie
Studioalbums
- Nezabudneme! (1999)
- Ilegálna Spravodlivosť (2002)
- Organizovaný Punk (2004)
- Su Uchilny Zido Bolsevycky Fetaci!!! (2009)
- V Lete Oi!, V Zime Crust... (2011)
- Radikálna Ľudskosť (2016)
- Hrubá Sila (2022)

Splitalbums
- Soundtrack Out of the Box (2014, met Zlá Krev)